# Ли Аршамбо
Ли Джозеф „Бру“ Аршамбо (на английски: Lee Joseph „Bru“ Archambault) е американски тест пилот и астронавт от НАСА, участник в два космически полета.

## Образование
Ли Аршамбо завършва колежа Proviso West High School в Хилсайд, Илинойс през 1978 г. През 1982 г. получава бакалавърска степен по аеронавтика и аерокосмическо инженерство от университета на Илинойс, а през 1984 г. става магистър по същата специалност.

## Военна кариера
Ли Аршамбо постъпва на активна военна служба в USAF през януари 1985 г. През април 1986 г. става пилот на среден стратегически бомбардировач F-111. До април 1990 г. лети в състава на 27-о тактическо авиокрило, базирано в авиобазата Кенън, Ню Мексико. През май същата година започва обучение на новия бомбардировач F-117 Стелт. До април 1991 г. лети в състава на 37-о тактическо авиокрило и взима участие в операция Пустинна буря. Извършва 22 бойни мисии над територията на Ирак. През август 1992 г. Аршамбо става инструктор на F-117 в авиобазата Холоман, Ню Мексико. През юли 1995 г. завършва школата за тест пилоти в авиобазата Едуардс, Калифорния и е зачислен в 46-о изпитателно авиокрило, базирано в авиобазата Еглин, Флорида. Там извършва сравнителни тестове на всички модификации на изтребителя F-16. Преди селекцията му за астронавт става командващ офицер на 39-а изпитателна ескадрила, от състава на 340-а изпитателна група, базирана в авиобазата Рандолф, Тексас. В кариерата си има около 5000 полетни часа на 30 различни типа самолети.

## Служба в НАСА
Ли Дж. Аршамбо е избран за астронавт от НАСА на 4 юни 1998 г., Астронавтска група №17. От 1999 до 2003 г. отговаря за операциите по приземяване на космическата совалка. Първото си назначение получава през октомври 2004 г. като CAPCOM офицер на мисията STS-121. Взема участие в два космически полета.

### Полети
| Космически полети на Ли Джозеф „Бру“ Аршамбо                     | Космически полети на Ли Джозеф „Бру“ Аршамбо | Космически полети на Ли Джозеф „Бру“ Аршамбо | Космически полети на Ли Джозеф „Бру“ Аршамбо | Космически полети на Ли Джозеф „Бру“ Аршамбо | Космически полети на Ли Джозеф „Бру“ Аршамбо | Космически полети на Ли Джозеф „Бру“ Аршамбо |
| №                                                                | Дата                                         | КК                                           | Емблема на мисията                           | Функции                                      | Продължителност                              |                                              |
| ---------------------------------------------------------------- | -------------------------------------------- | -------------------------------------------- | -------------------------------------------- | -------------------------------------------- | -------------------------------------------- | -------------------------------------------- |
| 1                                                                | 8 юни 2007                                   | „Атлантис“, мисия STS-117                    |                                              | Пилот                                        | 13 денонощия 20 часа 12 мин. 44 сек.         |                                              |
| 2                                                                | 15 март 2009                                 | „Дискавъри“, мисия STS-119                   | STS-119                                      | Командир                                     | 12 денонощия 19 часа 29 мин. 33 сек.         |                                              |
| Сумарно време в космоса – 26 денонощия 15 часа 42 минути 17 сек. |                                              |                                              |                                              |                                              |                                              |                                              |

## Награди
- Летателен кръст за заслуги;
- Медал за похвална служба;
- Медал за похвала;
- Въздушен медал;
- Медал за постижения във въздуха;
- Медал за похвала на USAF;
- Медал за постижения на USAF;
- Медал за бойна готовност;
- Медал за служба в Югозападна Азия;
- Медал за освобождението на Кувейт.